# سیارک ۵۳۴۴
سیارک ۵۳۴۴ (به انگلیسی: 5344 Ryabov، نامگذاری:1978RN) پنج هزار و سیصد و چهل و چهارمین سیارک کشف شده‌است که در ۱ سپتامبر ۱۹۷۸ کشف شد.
قدر مطلق سیارک برابر ۱۳٫۳۰ است.